# Konče
Konče (en macédonien : Конче ) est une commune du sud-est de la Macédoine du Nord. Elle comptait 2 725 habitants en 2021 et s'étend sur 233,05 km2. Konče est connue pour son église Saint-Étienne, construite en 1366.
Son territoire est limitrophe de ceux des communes de Štip, Radoviš, Vasilevo, Negotino, Demir Kapija, Strumica et Valandovo. La commune est composée du village de Konče, son chef-lieu, ainsi que des villages de Gabrevtsi, Garvan, Gorna Vrachtitsa, Gorni Lipoviḱ, Dedino, Dolna Vrachtitsa, Dolni Lipoviḱ, Dolni Radech, Zagortsi, Loubnitsa, Negrenovtsi, Rakitets et Skoroucha.

## Administration
La commune est administrée par un conseil municipal élu au suffrage universel tous les quatre ans. Il adopte les plans d'urbanisme, accorde les permis de construire, planifie le développement économique local, protège l'environnement, prend des initiatives culturelles et supervise l'enseignement primaire. Il compte 9 conseillers municipaux.
Le pouvoir exécutif est détenu par le maire, lui aussi élu au suffrage universel. Depuis 2021, le maire de Konče est Zlatko Ristov, membre de VMRO-DPMNE.

## Démographie
Lors du recensement de 2002, la commune comptait :
- Macédoniens : 3 009 (85,11 %)
- Turcs : 521 (14,73 %)
- Serbes : 3 (0,08 %)
- Autres : 3 (0,08 %)